# Humburky
Humburky település Csehországban, a Hradec Králové-i járásban. Humburky Nový Bydžov, Měník és Prasek településekkel határos. Lakosainak száma 419 fő (2024. január 1.).

## Népesség
A település lakosságának változását az alábbi diagram mutatja:
| Lakosok száma | 303  | 336  | 339  | 265  | 272  | 324  | 405  | 406  | 404  | 419  |
|               | 1869 | 1890 | 1921 | 1950 | 1980 | 2001 | 2017 | 2019 | 2022 | 2024 |